# Davik
Davik – wieś w zachodniej Norwegii, w okręgu Sogn og Fjordane, w gminie Bremanger. Wieś leży u ujścia rzeki Storelva, na północnym brzegu fiordu Nordfjord, wzdłuż norweskiej drogi nr 616. Davik znajduje się 20 km na wschód od miejscowości Rugsund i około 45 km na północny wschód od centrum administracyjnego gminy - Svelgen.
We wsi znajduje się kościół, który został wybudowany w 1886 roku. Miejscowość była administracyjnym centrum starej gminy Davik, która istniała od 1838 r. aż do roku 1964, kiedy to została rozwiązana, a jej ziemie zostały rozdzielone między 3 inne gminy.
We wsi w 2001 roku mieszkało 330 osób.